# كارل تسوخارت
كارل تسوخارت Karl Zuchardt (ولد في لايبزغ في 10 فبراير 1887- ومات في دريسدن في 12 نوفمبر 1968) هو كاتب روائي ومسرحي ألماني.

## حياته
نشأ كارل تسوخارت في مدينة لايبزغ حيث كان أبوه يعمل تاجر كتب. درس الأدب والتاريخ والاقتصاد الشعبي والفلسفة في جامعات فرايبورغ وبرلين ولايبزغ. حصل على درجة الكتوراه في الفلسفة في عام 1910. أقام في مدينة حلب السورية عامين وفي برشلونة الإسبانية سبعة أعوام حتى سنة 1925. ثم عاد إلى ألمانيا في عام 1925 واستقر في دريسدن.
غلبت الكتابة المسرحية على إنتاجه الأدبي حتى نهاية الحرب العالمية الثانية، ثم تحول بعد الحرب إلى الكتابة النثرية القصصية.

## من أعماله
- ملوك وأقنعة 1937 (أقاصيص تاريخية)
- المعلمة 1938 (مسرحية هزلية)
- دروب القدر الملتوية 1938 (أقاصيص تاريخية)
- بطل في الغسق 1941 (مسرحية تاريخية)
- إلى متى يا بونابرت؟ 1956 (رواية تاريخية حول نابليون بونابرت)
- مت أيها الأحمق 1960 (رواية تاريخية)
- ساعة الحقيقة 1965 (أقاصيص تاريخية)